# Мешковица
Мешковицата (Adoxa moschatellina) е вид цъфтящо растение от семейство Мешковицови. Това тревисто многогодишно растение има холарктично разпространение, като се среща на ниски надморски височини в големите географски ширини и на големи височини в южната част на неговия ареал. Предпочита влажни сенчести места. Включено е в списъка на лечебните растения съгласно Закона за лечебните растения.

## Описание
Мешковицата е коренищно растение, което расте в рогозки с деликатен вид. Има тънки, изправени неразклонени стъбла, които завършват с гроздове от пет зелени цветчета с размер между 6 и 8 мм, разположени напречно. Цветовете имат пет венчелистчета и пет тичинки, но тичинките са разделени на две части, създавайки впечатлението, че са десет. Когато не цъфти, може трудно да се различи от други растения с подобна листна част. Растението и цветовете му имат аромат на мускус, който се излъчва привечер, когато падне роса. Ако растението е наранено, този аромат изчезва.

## Разпространение
Мешковицата има бореално, циркумполярно разпространение в Европа, Азия и Северна Америка. Расте във влажни кафяви почви на сянка по бреговете на реки и потоци, в широколистни гори и под живи плетове. Цъфти през пролетта и умира след цъфтежа през май или юни в ниски райони. Може да се размножава чрез производство на семена или чрез вегетативно разпространение. Опрашва се от мухи и нощни молци, които не разчитат на оцветяването за опрашване на растенията.